# Agrilus pectoralis
Agrilus pectoralis är en skalbaggsart som beskrevs av Waterhouse 1889. Agrilus pectoralis ingår i släktet Agrilus och familjen praktbaggar. Inga underarter finns listade i Catalogue of Life.